# Айры-Там
Айры-Там (также Айрытам, ранее Первомайское; кирг. Айрытам) — село в Ала-Букинском районе Джалал-Абадской области Кыргызстана, центр Первомайского аильного округа.
Село расположено на берегу канала Чуст, у истоков реки Девонсай. Территория села с трёх сторон окружена территорией Узбекистана.

## Население
В селе проживают 7457 человек (2020), 99 % населении составляют киргизы, в центре живут таджики.